# Howard Engstrom
Howard Theodore Engstrom (* 23. April 1902 in Boston; † 8. März 1962 ebenda) war ein amerikanischer Mathematiker, Hochschullehrer, Unternehmer und Geheimdienstmitarbeiter, unter anderem stellvertretender Direktor der National Security Agency (NSA), des im Jahr 1952 gegründeten Auslandsgeheimdienstes der USA.

## Leben
Howard T. Engstrom kam als erster von zwei Söhnen von Gustaf W. Engstrom (1862–1912) und dessen Ehefrau Anna K. Engstrom, geb. Gilliussen, auf die Welt. Sein Bruder Gustaf Francis Engstrom (1907–1917) starb jung. Im Jahr 1929 promovierte er bei Professor Øystein Ore an der Yale University zum Ph.D. (Doctor of Philosophy) mit seiner Dissertation On the Common Index Divisors of an Algebraic Field. Anschließend verbrachte er das Jahr 1931 mit weiteren Studien an der Universität Göttingen, bevor er in die USA zurückging. Er wurde außerordentlicher Professor in Yale. Als Spezialist für Polynomsubstitutionen forschte und lehrte er dort, hauptsächlich auf dem Gebiet der Algebra, bis zum japanischen Angriff auf Pearl Harbor am 7. Dezember 1941.
Nach Eintritt der Vereinigten Staaten in den Zweiten Weltkrieg wechselte er zur US Navy und rekrutierte Mathematiker für den Marinenachrichtendienst. Während der Zeit des Black-outs im Jahr 1942, nachdem die deutsche Kriegsmarine die Vierwalzen-Enigma M4 für das Funkschlüsselnetz Triton ihrer Atlantik-U‑Boote in Dienst gestellt hatte, und die britischen Kryptoanalytiker in Bletchley Park es nicht mehr brechen konnten, stellte Engstrom ein Team von Forschern und Ingenieuren zusammen, um eine amerikanische Hochgeschwindigkeits-Version der britischen Turing-Bombe zu entwickeln, die in der Lage sein sollte, auch M4-Funktelegramme zu entziffern. Dies gelang bis zum Sommer 1943 im United States Naval Computing Machine Laboratory in Form der sogenannten Desch-Bombe. Diese wurde anschließend von der National Cash Register Company (NCR) in Massen produziert und von CSAW, der von Op-20-G im Jahr 1942 neu gegründeten Communications Supplementary Activity mit Sitz in der Washingtoner Nebraska Avenue, äußerst erfolgreich gegen die deutsche Verschlüsselung eingesetzt. Leiter der technischen Abteilung dort war Howard Engstrom.
Nach dem Krieg gehörte er zu den Gründern der Engineering Research Associates (ERA), eines jungen Unternehmens, das schnell zu einer der führenden Herstellerfirmen für Großrechner aufstieg und unter anderem den UNIVAC I, den ersten kommerziellen Computer der USA, entwickelte und produzierte. Darüber hinaus war er Gründungsmitglied des NSA Scientific Advisory Board (NSASAB), des Wissenschaftlichen Beirats der NSA.
Nachdem ERA 1955 durch den Computerhersteller Remington Rand übernommen worden war, wurde Engstrom dessen Vizepräsident. Ein Jahr später, 1956, übernahm er die Forschungs- und Entwicklungsorganisation der NSA und war danach, von 1957 bis 1958, stellvertretender Direktor der NSA. Anschließend kehrte er zu Remington Rand zurück.
Howard Theodore Engstrom war seit 1935 mit Karin Ekblom (1906–1991) verheiratet. Er war Fellow des Institute of Radio Engineers (IRE) und Träger der Navy Distinguished Service Medal. Er starb im Alter von 59 Jahren nach längerer schwerer Krankheit in seiner Geburtsstadt Boston und hinterließ seine Ehefrau, zwei Töchter und einen Sohn.